# Oliver Dimon Kellogg
Oliver Dimon Kellogg (Linnwood, 10 de julho de 1878 — 26 de agosto de 1932) foi um matemático estadunidense.

## Obras
- Applications of the calculus to mechanics com Earle Raymond Hedrick (Boston: Ginn, 1909)
- Foundations of Potential Theory. Grundlehren der Mathematischen Wissenschaften, Springer-Verlag 1967.